# وزارت محیط زیست (ژاپن)

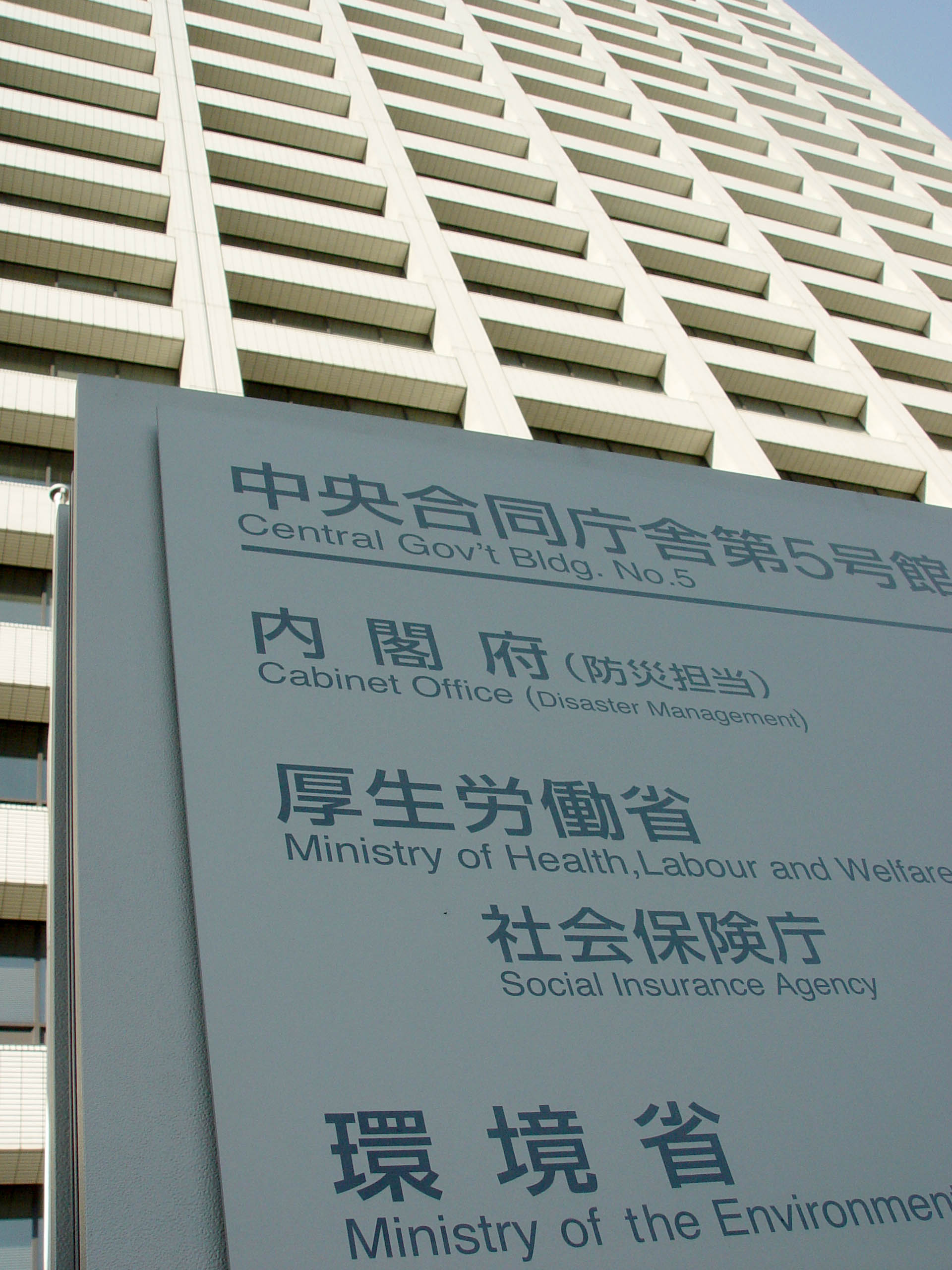
ساختمان اداری

وزارت محیط زیست (به انگلیسی: The Ministry of the Environment) (به ژاپنی: 環境省) یک وزارتخانه در کابینه دولت ژاپن است که مسئولیت حفاظت از محیط زیست جهانی، کنترل آلودگی و حفاظت از طبیعت را برعهده دارد. این وزارتخانه در سال ۲۰۰۱ تأسیس شد. وزیر محیط زیست یکی از اعضای کابینه ژاپن است و توسط نخست‌وزیر از میان دایت ملی انتخاب می‌شود.
در اوت ۲۰۱۱، کابینه ژاپن طرح ایجاد یک ناظر جدید انرژی تحت نظارت وزارت محیط زیست را تصویب نمود و به دنبال آن در  ۱۹ سپتامبر ۲۰۱۲ اداره مقررات هسته‌ای تاسیس گردید.

## سازمان‌های تحت پوشش
- دبیرخانه
- دفتر جهانی محیط زیست
- دفتر مدیریت محیط زیست
- دفتر حفاظت از طبیعت

## کمپین زیست‌محیطی کول بیز
ایده کمپین کول بیز برای کمک به کاهش مصرف انرژی توسط وزیر محیط زیست وقت یوریکو کوایکه در زمان نخست وزیری جونیچیرو کویزومی پیشنهاد شد. علت آن این بود که بعد از زمین‌لرزه و سونامی ۲۰۱۱ توهوکو، کشور با کمبود انرژی مواجه شده بود. در این کمپین برای صرفه جویی در مصرف انرژی، دولت توصیه کرد که مردم تهویه مطبوع را در دمای ۲۸ درجه سانتیگراد تنظیم کنند، کامپیوترهایی که از آنها استفاده نمی‌شود را خاموش کنند، کارگران را تشویق کرد تا به جای لباس فرم لباس‌های مناسب تابستانی در محل کارشان بپوشند، همچنین خواستار تغییر ساعات کار و تعطیلات تابستانی بیشتر از حد معمول گردید.